# Chant du fantoche lusitanien
Le Chant du fantoche lusitanien (titre original : Gesang vom lusitanischen Popanz)  est une pièce de théâtre de Peter Weiss. Elle est parue en 1967 dans la revue allemande "Theater heute". Sa traduction française par Jean Baudrillard est publiée aux Éditions du Seuil en 1968.
La pièce dénonce le colonialisme portugais en Angola.
« La pièce constitue sans doute l'un des modèles les plus aboutis de ce théâtre engagé des années soixante [...]. La pièce est un pamphlet à plusieurs niveaux. En s'attaquant très directement à la disctature de Salazar [...] et à la politique colonialiste que menait le Portugal en Angola, au Mozambique et en Guinée, Peter Weiss entendait également dénoncer, de façon très claire, la complicité de l'Europe occidentale à cette oppression. »
— Maryvonne Stepczynski-Maitre, Saint-Gervais; trente ans de culture à Genève
« Aussi la spectacle questionne-t-il le rapport entre l'art et le politique. Comment exprimer un sujet politique à travers l'art? Et que verrons-nous ? Un produit artistique ou un manifeste politique? L'option choisie par Weiss révèle l'ambiguité, propre au théâtre, entre le fictif et le réel : il condense et formalise des événements réels et recourt en même temps à toute une foule de moyens théâtraux qui rendent le spectacle émminemment théâtral. Mais Weiss sait aussi bien que plus les artifices sont nombreux, plus ils se transforment en simulacres, dévoilant ce qu'ils devraient cacher: la violence de la réalité. »
— Anne-Catherine Sutermeister, Genève 1968 - Deux spectacles en prise avec l'actualité

## Mises en scène
- 1967: première création au Scala Teatern (sv) de Stockholm, le 26 Janvier 1967, dans une mise en scène de Etienne Glaser avec Theaterkollektiv.
- 1967: création en allemand à la Schaubühne am Halleschen Ufer (de) à Berlin, le 6 octobre 1967, dans une mise en scène de Karl Paryla (de).
- 1968: création en français sous le titre Le Chant du Fantoche lusitanien par le Théâtre de l'Atelier (Genève), mis en scène par François Rochaix, Armen Godel et Jean-Claude Maret, scénographie et costumes de Jean-Claude Maret, avec Claire Dominique, Laurence Montandon, Nicole Rouan, Dominique Catton, Patrick Lapp, Alain Le Coultre, Armen Godel remplacé pour la création par François Rochaix. Les musiciens : Josef Strnad, André Jéquier, Guy Bovet et Daniel Spielberg en alternance. Le régisseur est Georges Vallet. Masques de Liliane Maret. Croquemitaine : Dutch White[3]. La première a lieu le 26 avril 1968 à la Maison des Jeunes et de la Culture de Saint-Gervais à Genève (MJC)[4].